# فارست هایتس (مریلند)
فارست هایتس (به انگلیسی: Forest Heights) شهری در ایالت مریلند کشور ایالات متحده آمریکا است که جمعیت آن در سرشماری سال ۲۰۱۰ میلادی، ۲٬۴۴۷ نفر بوده‌است.